# Franck Proust
Pour les articles homonymes, voir Proust (homonymie).
Franck Proust, né le 2 mai 1963 à Poitiers, est un homme politique français.
Membre de Démocratie libérale, de l'UMP puis des Républicains (LR), il est élu au conseil municipal de Nîmes depuis 2001 : il exerce différentes fonctions d'adjoint auprès du maire Jean-Paul Fournier et préside Nîmes Métropole depuis 2020. Il est également conseiller général du Gard de 2004 à 2011. Député européen de 2011 à 2019, il préside la délégation de LR au Parlement. De 2019 à 2022, il a été vice-président du Parti populaire européen (PPE) et se consacre aujourd'hui pleinement à sa fonction de président de l'agglomération de Nîmes, de premier adjoint au maire de Nîmes et de membre au Comité Européen des Régions, dans lequel il siège au groupe PPE dont il est également vice-président.

## Biographie
Franck Proust est le fils de France et Guy Proust.

### Carrière professionnelle
Diplômé du centre d’études et de recherche de Clermont-Ferrand, il est titulaire d’un DESS en marketing et d'une maîtrise en sciences de gestion. Depuis 2007, il exerce comme agent général d'assurance chez Axa à Nîmes, aux côtés de son frère James.

### Parcours politique
(novembre 2015).

#### 1989-1995: Débuts avec Jean Bousquet
- 1989 : il rejoint Jean Bousquet, maire de Nîmes, et devient à 25 ans conseiller municipal chargé du tourisme.
- 1991 : il est nommé adjoint au maire et président de l'office du tourisme. De Nîmes, ville touristique, il fait une ville estivale avec la création des Jeudis de Nîmes[réf. nécessaire].

#### 1995-2001: Dans l'opposition municipale
De 1995 à 2001, il est conseiller municipal d'opposition. En 1997, il adhère à Démocratie libérale et prend la responsabilité de secrétaire fédéral adjoint dans le Gard.

#### Depuis 2001: aux côtés de Jean-Paul Fournier
- 2001 : il fait campagne commune avec Jean-Paul Fournier en défendant l'idée que seule l'union des trois composantes de la droite (DL-RPR-UDF) permettra la victoire.
- Mars 2001 : Jean-Paul Fournier devient maire de Nîmes et nomme Franck Proust deuxième adjoint chargé du développement économique et des relations extérieures. Il est également nommé Vice-président de la communauté d’agglomération Nîmes Métropole.
- De 2001 à 2006 : Franck Proust occupe la présidence du groupe UMP de la majorité municipale.
- 2004 : il obtient le prix de la création d’emploi lors des « victoires de la réussite »[réf. nécessaire].

Candidat déclaré aux élections législatives de 2007 dans la 1re circonscription du Gard, il se voit retirer l'investiture de l'UMP au profit de son collègue Yvan Lachaud. Il décline alors sa candidature, avec une dette personnelle de 13 700 euros, investis durant sa pré-campagne.
En septembre 2007, pointant des « anomalies » de gestion, Yvan Lachaud réclame sa démission de la présidence de la société d'économie mixte de Nîmes métropole (SENIM). Alain Fabre-Pujol déclare n'avoir « que du mépris pour ces magouilles de sous-préfecture. » Franck Proust, lui, affirme qu'« Yvan Lachaud veut [sa] tête », mais dit « goûte[r] peu le pugilat » et « [être] un homme politique responsable. »
En mars 2008, il est réélu aux côtés de Jean-Paul Fournier lors des élections municipales et prend la fonction de 1er adjoint au maire, délégué à l'enseignement supérieur, à la recherche et aux relations avec les collectivités. Dans la perspective des élections municipales de 2014, il déclare qu'il serait un candidat légitime pour la présidence de la communauté d'agglomération avant de renoncer.
Le 28 juillet 2017, Franck Proust est mis en examen pour trafic d'influence et tentative de trafic d’influence et favoritisme. Cette mise en examen fait suite à des appels d’offres suspects réalisés en 2006 par la société d’économie mixte de Nîmes Métropole alors que Franck Proust en était le président. À l'issue d'une conférence de presse, début août, il indique qu'il ne démissionnerait pas de ses mandats. Le 12 septembre 2024 il a été définitivement blanchi dans cette affaire dite de la "SENIM"  par la Cour d'appel de Montpellier,, faisant suite à la décision de la Cour de cassation du 5 avril 2023.

#### Autres mandats locaux
En mars 2004, il est élu conseiller général du canton de Nîmes-5, membre du bureau départemental et conseiller national de l'UMP. Il est réélu en mars 2011 mais il cède sa place à sa suppléante Catherine Jehanno. En mai 2008, il est élu président du Syndicat mixte du S.C.O.T Sud-Gard.

#### Député européen et vice-président du PPE

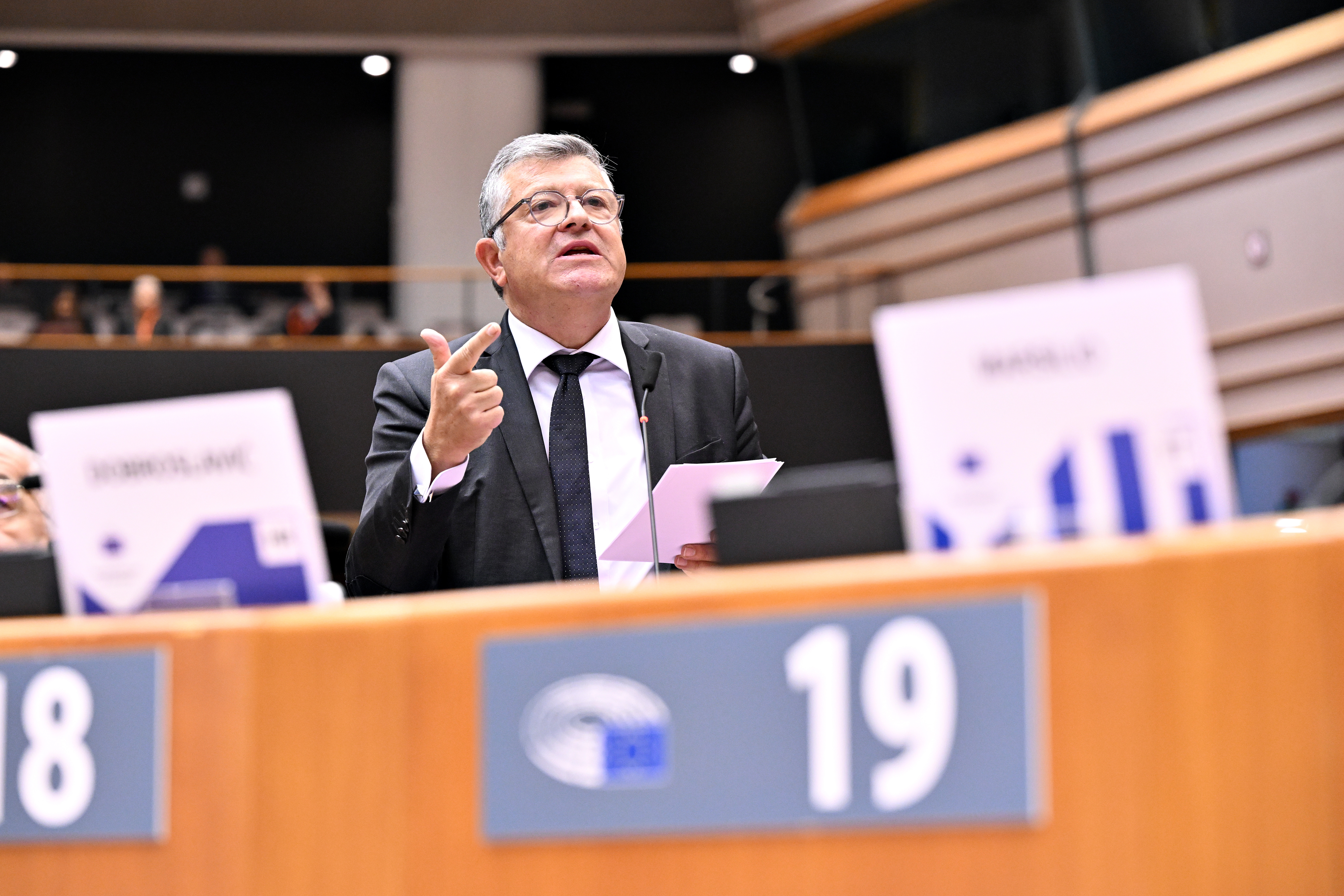
Franck Proust, Président de Nîmes Métropole intervenant en plénière au Comité européen des régions à Bruxelles.

Le 23 juin 2011, il fait son entrée au Parlement européen, en remplacement de Dominique Baudis, devenu Défenseur des droits. Il siège au groupe du Parti populaire européen, en tant que membre titulaire en commission du commerce international et membre suppléant de la commission de l'industrie, de la recherche et de l'énergie. Il préside également la délégation LR au Parlement européen.
Durant ce mandat, il défend l'idée selon laquelle il ne peut y avoir de compétitivité pour les entreprises et les PME sans rééquilibre des relations commerciales entre l'UE et les pays tiers[réf. nécessaire].
Il est rapporteur sur les questions de commerce de précurseurs de drogue avec les pays tiers, sur l'accord avec la Russie sur les précurseurs de drogue et sur la nouvelle stratégie pour l'industrie automobile (CARS 2020). Il est responsable pour son groupe politique sur le règlement encadrant les mesures de rétorsion en cas de commerce déloyal avec les pays tiers, ainsi que sur stratégie pour la réindustrialisation de l'UE. Franck Proust est aussi l'initiateur de la mobilisation d'eurodéputés contre la proposition initiale de réforme des aides publiques pour les aéroports régionaux,,.
Fin janvier 2014, il est désigné pour être no 2 de la liste UMP de la circonscription Sud-Ouest (la tête de liste étant Michèle Alliot-Marie) pour les élections européennes du 25 mai 2014.
Il siège dans la commission pour le commerce international et, en tant que suppléant, pour la commission chargée du transport et du tourisme. Il est également vice-président de l'intergroupe ciel et espace.
Il est l'un des trois seuls membres de la délégation française du groupe du Parti populaire européen à voter contre l'activation de l'article 7 du traité sur l'Union européenne contre la Hongrie, conformément à la consigne de la délégation qu'il préside.
Non réélu à la suite des élections européennes de 2019, il est élu en décembre 2019, vice-président du Parti populaire européen, auquel adhère LR ; Midi libre y voit « un vrai tour de force ».
Il n'est pas réélu à la vice-présidence du PPE en juin 2022. Ouest France y voit un nouveau signe de l'affaiblissement de LR et une conséquence de la récente condamnation de Franck Proust par la cour d'appel de Nîmes.

#### Présidence de Nîmes Métropole
Anciennement[Quand ?] vice-président de Nîmes Métropole délégué au Développement économique, il en est président par 79 voix sur 105 à la présidence en juillet 2020, seul candidat en lice[réf. souhaitée].
Il supprime progressivement les aides accordées aux clubs sportifs féminins, tout en maintenant la plupart de celles destinées aux clubs masculins. Les clubs, soutenus notamment par les élus locaux d’opposition, dénoncent un choix politique et discriminatoire.
Nîmes Métropole n'ayant pas la compétence en sport, est dans l'obligation légale de se désengager, aussi bien des clubs féminins que masculins.

#### Au sein de l'UMP et de LR
Il soutient Jean-François Copé à la présidence de l'UMP lors du congrès d'automne 2012 puis Nicolas Sarkozy lors du congrès d'automne 2014. Il est secrétaire national de l'UMP de 2013 à 2014.
En mai 2016, il figure dans la liste des parlementaires parrainant la candidature de Jean-François Copé à la primaire présidentielle des Républicains de 2016.
Il parraine Laurent Wauquiez pour le congrès des Républicains de 2017, scrutin lors duquel celui-ci est élu le président du parti.

#### Affaire de la SENIM
Président de la SENIM (société d'économie mixte de Nîmes Métropole) de 2001 à 2008, Franck Proust est accusé d'avoir favorisé la vente de terrains à un promoteur (Jean-Luc Colonna d'Istria). En échange, ce dernier lui aurait mis à disposition un local pour sa campagne des législatives 2007. Il est aussi accusé de favoritisme dans l'attribution de marchés de travaux dans la zone du triangle de la gare. Il est mis examen en 2017 pour trafic d’influence et recel de trafic d’influence. Le 14 avril 2022, il est condamné par la cour d'appel de Nîmes à 12 mois de prison avec sursis, 15 000 euros d'amende et cinq ans d'inéligibilité.
Cette décision est cassée le 5 avril 2023 par la Cour de cassation. Il a été définitivement blanchi dans cette affaire dite de la "SENIM" le 12 septembre 2024, par la Cour d'appel de Montpellier,, venant confirmer la décision de la Cour de cassation, mettant fin à une longue procédure judiciaire qui avait commencé en 2002. "Ce n'est pas une nullité de procédure ou un artifice de cet ordre-là, non, c'est un arrêt de la cour d'appel qui consacre l'innocence pleine et entière de Franck Proust" a réagi son avocat, Maître Philippe Expert. "Il était temps que la justice admette enfin s'être trompée. C'est aussi une reconnaissance aux yeux de tous, des siens, qui n'ont pas douté. Du grand public puisque cette affaire a connu un retentissement certain. En réalité, il n'y aurait jamais dû avoir de poursuite."

### Vie privée
Divorcé, il a été le mari en secondes noces de Leila Tellaa, reconnue victime de « provocation à la discrimination raciale » de la part du conseiller régional FN Julien Sanchez en octobre 2011, poursuivi comme "directeur de publication" de sa page Facebook,.
Il a un fils et une fille.

## Détail des fonctions et des mandats
- Adjoint au maire de Nîmes depuis mars 2001, premier adjoint depuis mars 2008
- Président de la Communauté d'agglomération Nîmes Métropole depuis juillet 2020

### Anciens mandats
- Conseiller municipal de Nîmes de 1995 à 2001
- Conseiller général du canton de Nîmes-5 de 2004 à 2011
- Vice-président de la Communauté d'agglomération Nîmes Métropole de 2001 à 2020
- Député européen de la Circonscription Sud-Ouest du 23 juin 2011 au 1er juillet 2019